# Cosmochilus cardinalis
Cosmochilus cardinalis är en fiskart som beskrevs av Chu och Roberts, 1985. Cosmochilus cardinalis ingår i släktet Cosmochilus och familjen karpfiskar. Inga underarter finns listade i Catalogue of Life.